# Porpetto
Porpetto (friuli nyelven Porpêt) település Olaszországban, Friuli-Venezia Giulia régióban, Udine megyében. Lakosainak száma 2467 fő (2023. január 1.). Porpetto Castions di Strada, Gonars, San Giorgio di Nogaro és Torviscosa községekkel határos.

## Népesség
A település népességének változása:
| Lakosok száma | 2590 | 2577 | 2467 |
|               | 2017 | 2018 | 2023 |